# OVW Light Heavyweight Championship
El OVW Light Heavyweight Championship fue un campeonato de corta duración que perteneció a la promoción de lucha libre Ohio Valley Wrestling. Fue creado en 1999, teniendo como primer campeón a Jason Lee.
Fue retirado en 2001, teniendo como último campeón a Chris Michaels.

## Lista de campeones
| Luchador:      | Reinado n.º: | Derrotó a:                       | Fecha:                   | Lugar:             |
| -------------- | ------------ | -------------------------------- | ------------------------ | ------------------ |
| Jason Lee      | 1            | American Eagle y Chris Alexander | 9 de febrero de 1999     | Louisville, KY     |
| Johnny Spade   | 1            | Jason Lee                        | 17 de marzo de 1999      | Jeffersonville, IN |
| American Eagle | 1            | Johnny Spade                     | 23 de marzo de 1999      | Louisville, KY     |
| Johnny Spade   | 2            | American Eagle                   | 30 de marzo de 1999      | Louisville, KY     |
| Jason Lee      | 2            | Chris Alexander                  | 20 de abril de 1999      | Louisville, KY     |
| American Eagle | 2            | Jason Lee                        | 4 de mayo de 1999        | Louisville, KY     |
| Jason Lee      | 3            | American Eagle                   | 5 de mayo de 1999        | Jeffersonville, IN |
| Johnny Spade   | 3            | Jason Lee                        | 7 de julio de 1999       | Jeffersonville, IN |
| Sean Casey     | 1            | Johnny Spade                     | 17 de agosto de 1999     | Louisville, KY     |
| Scott Sabre    | 1            | Sean Casey                       | 16 de septiembre de 1999 | Jeffersonville, IN |
| Sean Casey     | 2            | Scott Sabre                      | 8 de diciembre de 1999   | Louisville, KY     |
| Chris Michaels | 1            | Sean Casey                       | 20 de enero de 2000      | Jeffersonville, IN |
| Sean Casey     | 3            | Chris Michaels                   | 15 de marzo de 2000      | Louisville, KY     |
| Chris Michaels | 2            | Sean Casey                       | 12 de abril de 2000      | Jeffersonville, IN |
| Abandonado     | N/A          | Sin dar motivo alguno            | enero de 2001            | N/A                |

1. 1 2 3  No debe ser confundido con Johnny Nitro, el cual lucha a veces con ese alias.
2. ↑  Alexander defendió el título en lugar de Spade.

## Mayor cantidad de reinados
- 3 veces: Jason Lee, Johnny Spade y Sean Casey.
- 2 veces: American Eagle y Chris Michaels.